# 金凯路站
金凯路站是南宁轨道交通5号线的地铁车站，位于中华人民共和国广西壮族自治区南宁市江南區壮锦大道与金凯路交叉口，于2021年12月16日开通。

## 车站结构
金凯路站位于壮锦大道与金凯路交叉口，沿壮锦大道路西设置，呈南北走向，为地下两层岛式站台车站，车站长200米，标准段宽19.7米，车站地下一层为站厅层，地下二层为站台层，站台设置全高站台门。
| 地面              | 出入口 | A、B、C、D1、D2出入口                                                                                               |
| 地下一层          | 站厅   | 客服中心、自动售票机、验票机                                                                                        |
| 地下二层          | 站台   | \| \| \| █ 5号线往金桥客运站（江南公园） \| \| 島式 · 開左邊车门 \| \| \| \| \| \| █ 5号线往国凯大道（那洪立交） \| |
|                   |        | █ 5号线往金桥客运站（江南公园）                                                                                     |
| 島式 · 開左邊车门 |        | |
|                   |        | █ 5号线往国凯大道（那洪立交）                                                                                       |

## 出入口
金凯路站共有5个出入口，各出口及周围设施如下所示：
| 编号                    | 出入口信息                                                       | 照片 | 无障碍设施 |
| ----------------------- | ---------------------------------------------------------------- | ---- | ---------- |
| A · 出口 · （设有）     | 壮锦大道，那洪中学，万泰隆家居建材市场                           |      |            |
| B · 出口                | 壮锦大道，金凯路，槎路小学                                       |      | 不適用     |
| C · 出口                | 壮锦大道，金凯路，盛天领域                                       |      | 不適用     |
| D · 1 · 出口            | 壮锦大道，金凯路，八桂绿城小学                                   |      | 不適用     |
| D · 2 · 出口 · （设有） | 壮锦大道，金凯路，绿城印象，南宁市沛鸿民族中学，广西工业技师学院 |      |            |
| 图例： 设有             |                                                                  |      |            |

## 接驳交通

### 公交车
- 金凯壮锦路口：111路
- 壮锦那洪路口：5路，51路，111路，213路，D22路，D3路，D4路，K96路
- 壮锦槎路口：5路，40路，51路，111路，213路，K96路

## 车站历史
本站工程名与正式站名均为金凯路站，以车站横跨的金凯路命名。
- 2018年
  - 5月12日，车站首块底板浇筑完成[3]。
  - 10月21日，车站主体结构封顶[2]。
- 2021年12月16日，车站随5号线一期通车开通[1]。